# صور المشاهير المسربة من آي كلاود

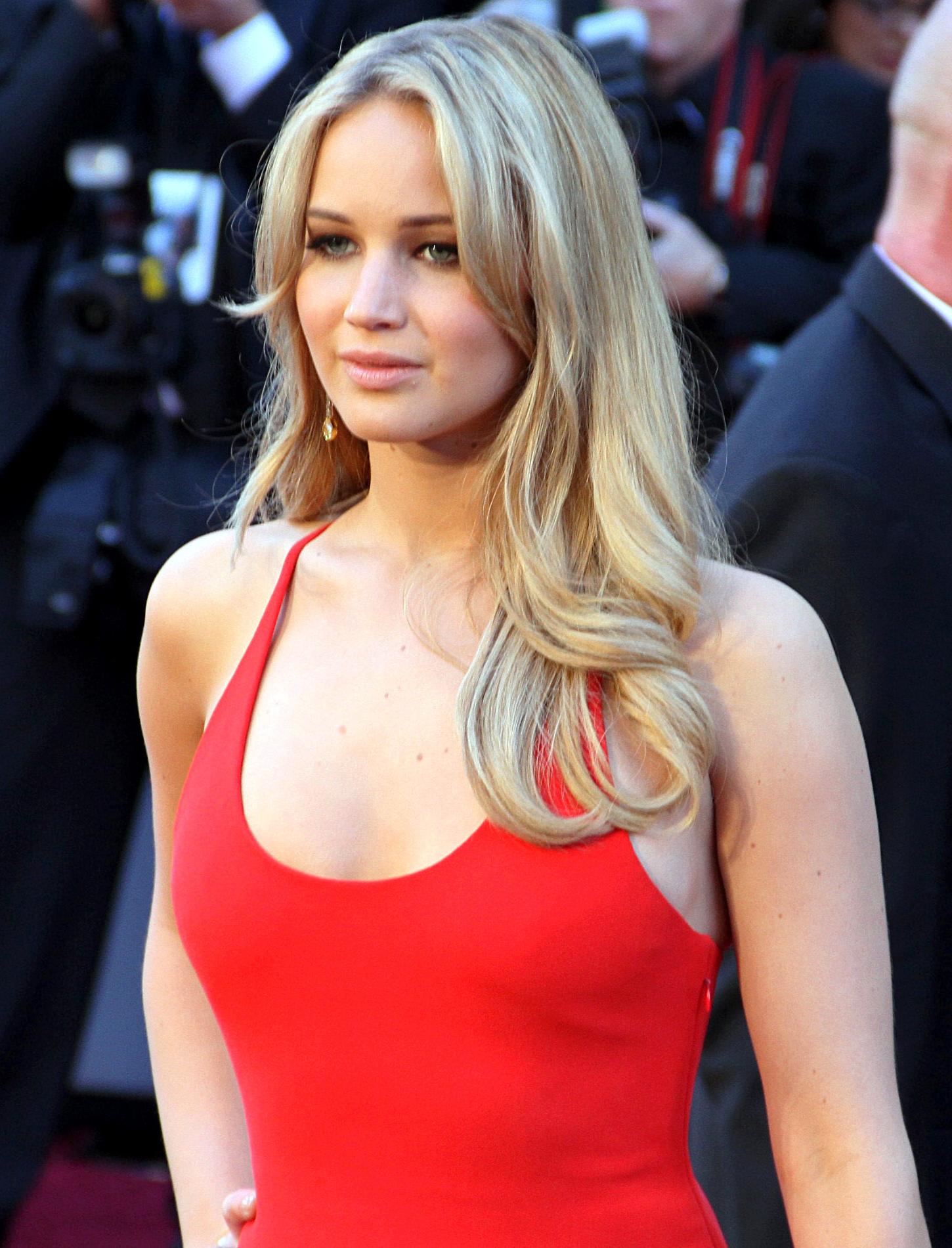

في 31 آب 2014 مجموعة من 500 صورة خاصة لمشاهير معضمهم نساء تحتوي عري نشرت في موقع لوحة صور و4شان ثم نشرت على مواقع أخرى كإمجور وريديت. الصور اخذت من خدمة أبل للحوسبة السحابية. والذي تبين وجود ثغرة أمنية فيه تسمح للمخترق بالحصول على كلمة السر.

## المحتوى والمشاهير المتأثرون
احتوى الإصدار الأصلي على صور ومقاطع فيديو لأكثر من 100 فرد يُزعم الحصول عليها من تخزين الملفات على حسابات آي كلاود المخترقة، بعض التسريبات ادعت أنها لمشاهير من الصف الأول. بعد وقت قصير من تسريب الصور، أصدر العديد من المشاهير المتأثرين بيانات إما تؤكد أو تنفي صحة الصور. من المشاهير الذين أكدوا صحة الصور جينيفر لورنس (أكدها مدير الدعاية الخاص بها)، كيت ابتون وزوجها جاستن فيرلاندر (أكدها محامي أبتون)، ماري إليزابيث وينستد (أكدت عبر تويتر)، كالي كوكو (أكدت عبر إنستغرام)، وكيرستين دانست، التي انتقدت أيضًا خدمة آي كلاود. أكدت المغنية جيل سكوت على تويتر أن إحدى الصور المسربة كانت لها بينما صرحت أن الصورة الأخرى كانت مزيفة.
من المشاهير الذين أنكروا صحة الصور أريانا غراندي وإيفون ستراهوفسكي. أنكرت لاعبة الجمباز الأولمبية مكايلا ماروني صحة الصور على تويتر، لكنها أكدت لاحقًا أن الصور كانت صحيحة بينما قالت أيضًا إنها كانت قاصرًا عندما تم التقاطها. أنكرت فيكتوريا جاستيس صحة الصور لكنها ذكرت لاحقًا على تويتر أنها ستتخذ إجراءً قانونيًا ووجدت أن التسريب كان انتهاكًا كبيرًا ليس فقط لخصوصيتها، ولكن لخصوصية جميع المشاهير المتأثرين بالحادث. أشارت التقارير في أكتوبر إلى أن نيك هوغان كان أول نجم ذكر يتم استهدافه بشكل مباشر من قبل المتسللين، على الرغم من أنه نفى صحة الصور.
وفقًا لخبير الأمن نيك كوبريلوفيتش ، بالإضافة إلى الصور، من المحتمل أيضًا سرقة معلومات شخصية أخرى مثل الرسائل النصية والتقويمات ودفاتر العناوين وسجلات المكالمات الهاتفية وأي بيانات أخرى مخزنة على هواتفهم وتم نسخها احتياطيًا إلى الخدمة.
في 20 سبتمبر 2014، تم تسريب دفعة ثانية من الصور الخاصة المشابهة لمشاهير إضافيين بواسطة قراصنة. في 26 سبتمبر 2014، تم تسريب دفعة ثالثة أيضًا، والتي أطلق عليها اسم "فابينغ 3".